# Gracilechinus acutus
Oursin pointu
Espèce
Synonymes
- Echinus acutus acutus Lamarck, 1816[2]
- Echinus acutus flemingii Forbes, 1841[2]
- Echinus acutus mediterraneus Mortensen, 1906[2]
- Echinus acutus var. flemingii Forbes, 1841[2]
- Echinus acutus var. mediterranea Mortensen, 1903[2]
- Echinus acutus var. mediterraneus Diakonov, 1923[2]
- Echinus acutus Lamarck, 1816[2]
- Echinus depressus G.O. Sars, 1871[2]
- Echinus flemingii Forbes, 1841[2]
- Echinus sardicus sensu Delle Chiaje, 1841[2]
- Gracilechinus acutus flemingii (Forbes, 1841)[2]
- Gracilechinus acutus mediterranea Mortensen, 1906[2]
- Gracilechinus acutus mediterraneus Mortensen, 1906[2]

Gracilechinus acutus, communément appelé Oursin pointu, est une espèce d'oursins de la famille des Echinidae et que l'on trouve en profondeur sur les côtes européennes.

## Description

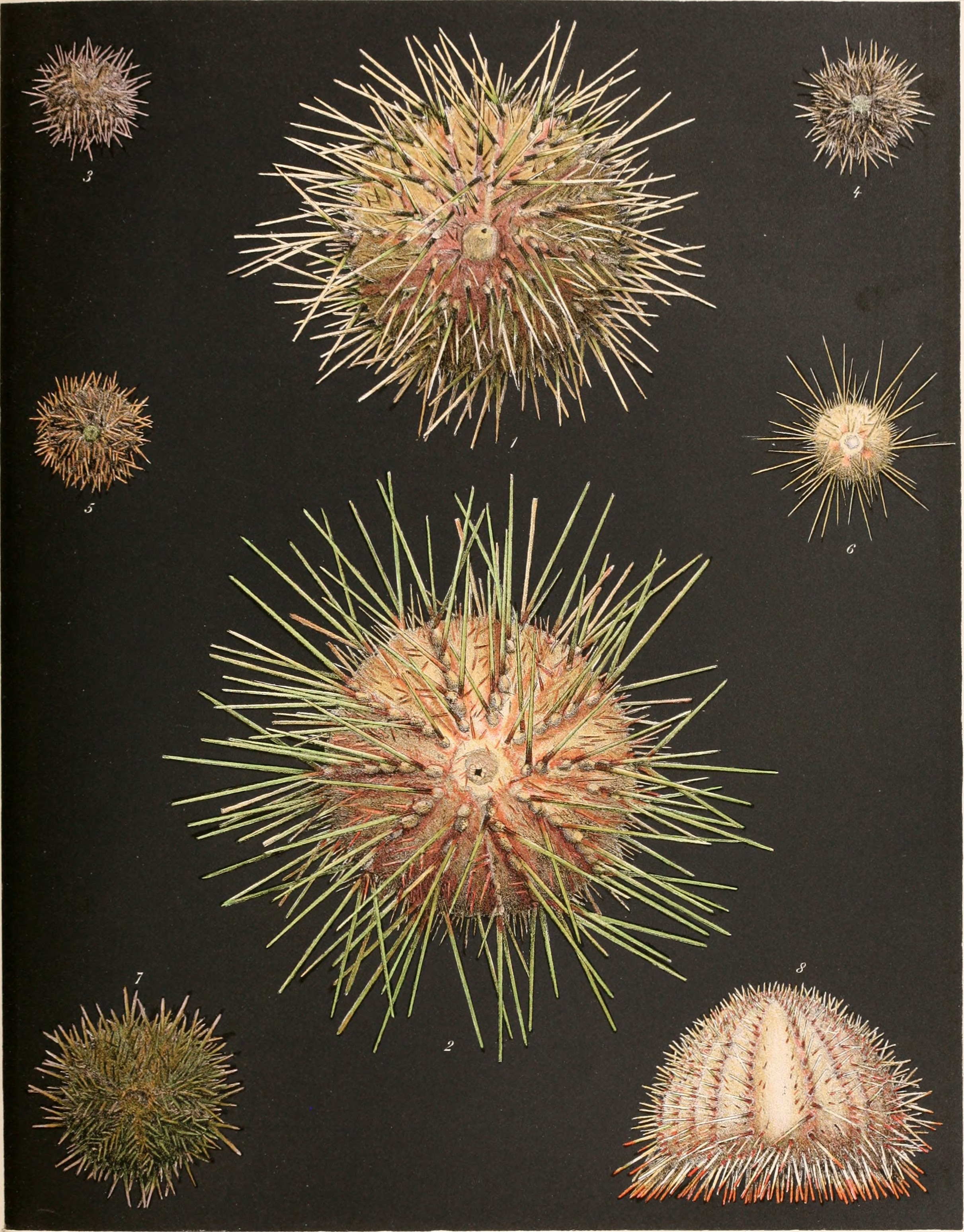
Illustrations de 1903 (deux centraux, centre-droit et bas à droite).

C'est un gros oursin régulier de forme légèrement conique et pentagonale, avec des piquants nombreux, de deux sortes : les plus longs (« radioles primaires ») sont dispersés sur des lignes méridiennes bien délimitées, fins et aigus, relativement longs et de couleur claire avec la pointe blanche et parfois des segments rouges (notamment en Méditerranée, même si ces couleurs peuvent varier grandement), et les plus courts (« radioles secondaires »), de couleur similairement claire, sont disposés de manière dense. Les spécimens vivant plus profond sont souvent moins colorés. Le test (coquille) est d'ordinaire rouge ou rose sombre, mais laissant apparaître des zones ambulacraires plus claires. Autour de la bouche (« péristome »), il n'y a pas de radioles mais de nombreux pédicellaires à 3 mors. C'est un gros oursin : le test peut atteindre un diamètre de 17 cm,.

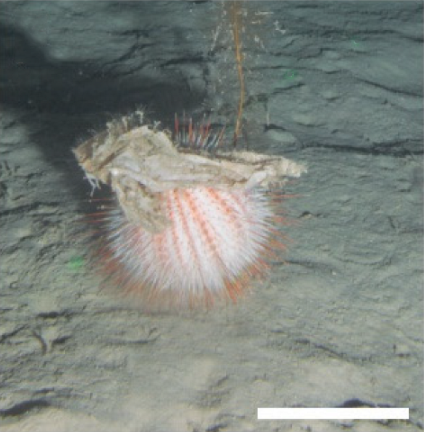
Un Gracilechinus acutus observé à 100 m de profondeur au large de l'Italie.

Sur le test nu, les mamelons d'insertion des radioles sont de type non perforé, les plaques ambulacraires sont oligopores.
Il ressemble énormément à son proche cousin Echinus melo (présent principalement en Méditerranée), mais sa forme est souvent plus conique alors que l'oursin melon est presque parfaitement sphérique, et a les radioles vertes. Surtout, l'oursin pointu a plus de piquants primaires, et ceux-ci sont généralement plus longs et toujours plus densément implantés ; au niveau du test G. acutus se distingue par le fait que toutes ses plaques interambulacraires portent un tubercule primaire (et donc une radiole), contre une sur deux chez E. melo.
Dans l'Atlantique, on peut également le confondre avec son autre cousin Echinus esculentus, qui n'a cependant pas de radioles primaires aussi allongées.

## Écologie et comportement
Avec son puissant appareil masticateur (« Lanterne d'Aristote ») situé sur la face inférieure, cet oursin se nourrit principalement d'algues, mais en leur absence (notamment en grande profondeur) il broute aussi le substrat avec un régime très omnivore : éponges, débris, charognes, animaux sessiles...
La reproduction est gonochorique, et mâles et femelles relâchent leurs gamètes en même temps en pleine eau, où œufs puis larves vont évoluer parmi le plancton pendant quelques semaines avant de se fixer.

## Habitat et répartition
L'oursin piquant se rencontre le long des côtes européennes : Atlantique Est, Manche, Mer du Nord, Méditerranée.
Cet oursin se rencontre sur les fonds vaseux, détritiques et rocheux entre 20 et plus de 1 300 m de profondeur, mais généralement assez profond,.

## Classification
Cette espèce fut longtemps incluse dans le genre Echinus, au sein de la famille des Echinidae,. Cependant, certains organismes comme World Register of Marine Species (15 octobre 2013) le classent dans un autre genre de la même famille, les Gracilechinus (du fait des tubercules primaires toujours présents sur les plaques interambulacraires), modifiant ainsi son nom scientifique en Gracilechinus acutus.

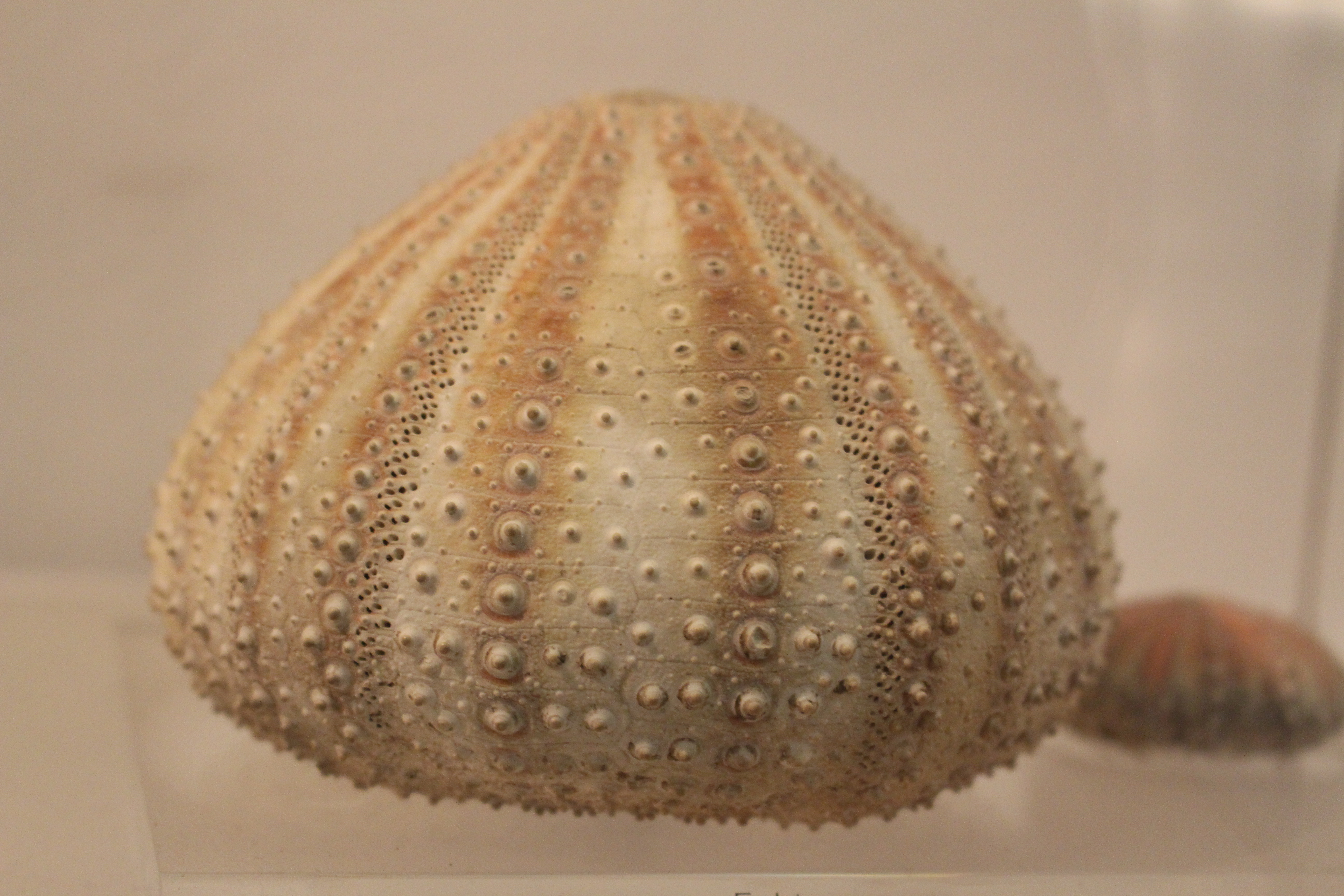
Test d'oursin pointu vu de profil.
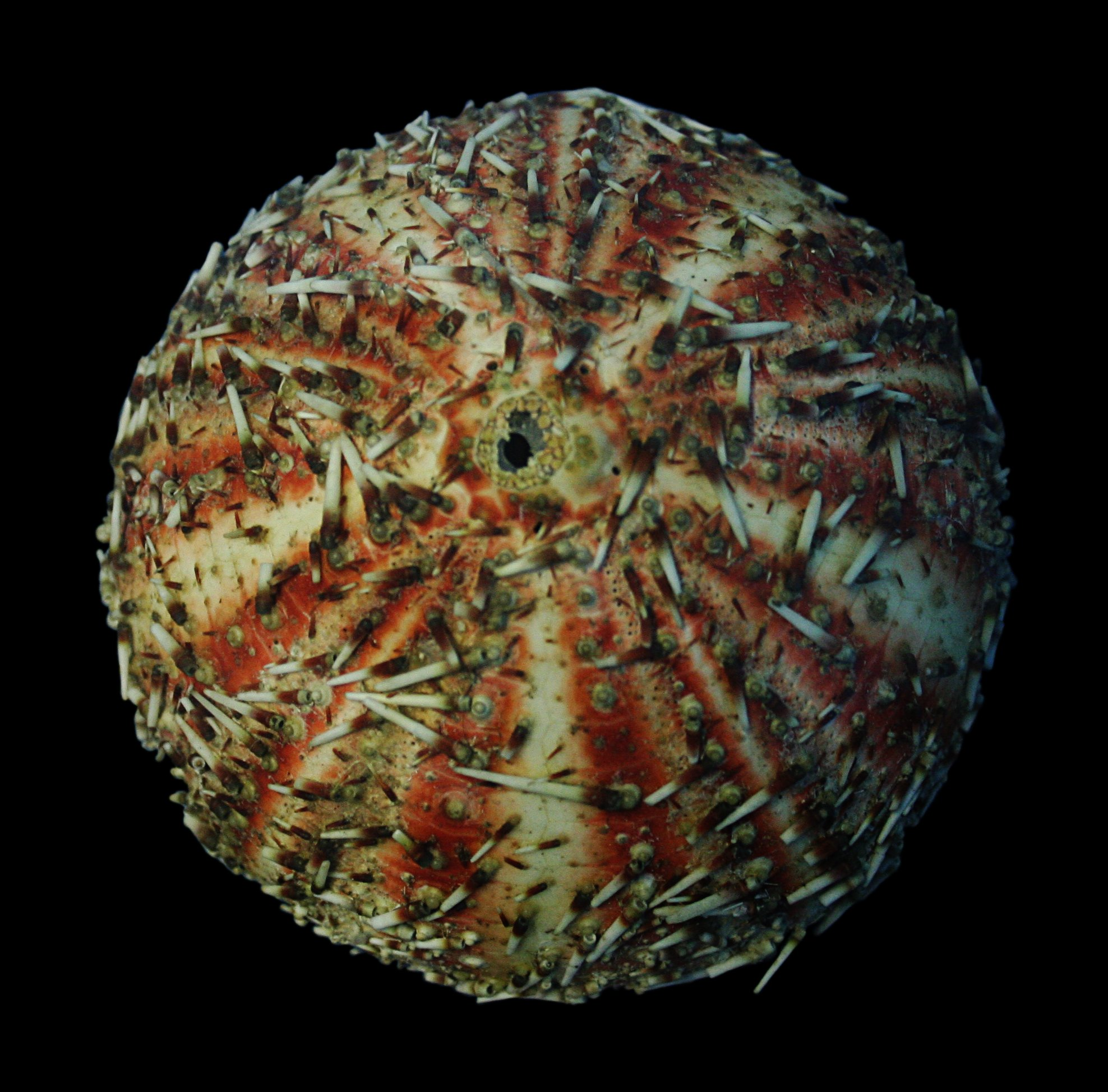
Test d'oursin pointu vu de haut.
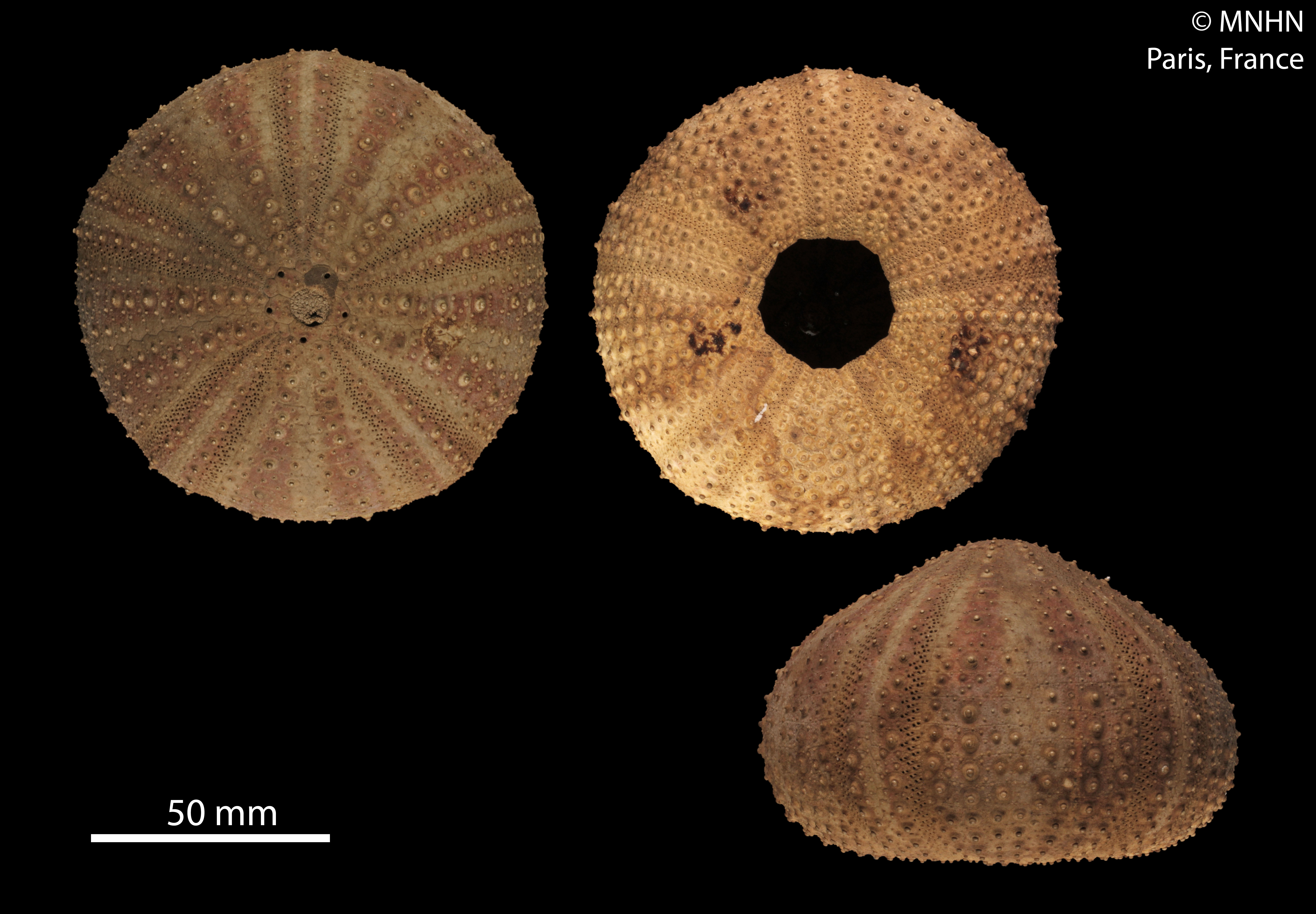
Spécimen aberrant du MNHN.

### Liste des sous-espèces
Selon World Register of Marine Species (29 juillet 2015) :
- sous-espèce Gracilechinus acutus acutus (Lamarck, 1816) (Méditerranée, Atlantique)
- sous-espèce Gracilechinus acutus norvegicus (Düben & Koren, 1844) (Océan arctique)

Anciennes sous-espèces invalidées : Echinus acutus var. flemingii Forbes, 1841, Echinus acutus var. mediterranea Mortensen, 1903.